# 泰拉佐
泰拉佐（義大利語：Terrazzo），是意大利维罗纳省的一个市镇。总面积20.53平方公里，人口2334人，人口密度113.7人/平方公里（2009年）。ISTAT代码为023085。